# Polyplax phthisica
Polyplax phthisica är en insektsart som beskrevs av Ferris 1923. Polyplax phthisica ingår i släktet Polyplax och familjen ledlöss. Inga underarter finns listade i Catalogue of Life.